# دامیان بات
دامیان بات (انگلیسی: Damian Batt؛ زادهٔ ۱۶ سپتامبر ۱۹۸۴) بازیکن فوتبال اهل بریتانیا است.
از باشگاه‌هایی که در آن بازی کرده‌است می‌توان به باشگاه فوتبال ووکینگ، باشگاه فوتبال ایستلی، باشگاه فوتبال آکسفورد یونایتد، باشگاه فوتبال استیونج، باشگاه فوتبال نوریچ سیتی، باشگاه فوتبال داگنم و ردبریج، باشگاه فوتبال بارنت، باشگاه فوتبال گرایس اتلتیک، و باشگاه فوتبال سنت آلبنز سیتی اشاره کرد.